# Piotr Jędraszczyk
Piotr Jędraszczyk (* 9. Oktober 2001 in Łódź) ist ein polnischer Handballspieler.

## Karriere

### Verein
Piotr Jędraszczyk lernte das Handballspielen in seiner Heimatstadt bei Anilana Łódź. Mit diesem Team spielte er in den Spielzeiten 2018/19 und 2019/20 in der zweiten polnischen Liga. Seit 2020 steht der 1,77 m große mittlere Rückraumspieler beim polnischen Erstligisten Piotrkowianin Piotrków Trybunalski unter Vertrag. Zur Saison 2023/24 verpflichtete ihn der polnische Serienmeister Łomża Industria Kielce für vier Jahre. Ab dem Sommer 2023 war er für zwei Jahre an den Ligakonkurrenten KPR Gwardia Opole ausgeliehen.

### Nationalmannschaft
In der polnischen Nationalmannschaft debütierte Piotr Jędraszczyk mit vier Toren bei der 26:30-Niederlage gegen Tunesien am 28. Dezember 2021 in Danzig. Mit der Auswahl belegte der Spielmacher bei der Europameisterschaft 2022 den 12. Platz. Dort warf er sieben Tore in sieben Einsätzen. Bei der Weltmeisterschaft 2025 warf er 21 Tore in sieben Spielen und belegte mit dem Team den 26. Platz.